# Hrușivka, Apostolove
Hrușivka (în ucraineană Грушівка) este localitatea de reședință a comunei Leninske din raionul Apostolove, regiunea Dnipropetrovsk, Ucraina.

## Demografie
Componența lingvistică a localității Leninske
     Ucraineană (92,77%)
     Rusă (6%)
     Alte limbi (0,54%)
Conform recensământului din 2001, majoritatea populației localității Hrușivka era vorbitoare de ucraineană (92,77%), existând în minoritate și vorbitori de rusă (6%).